# Парк Кулибина
Парк Кули́бина — парк в центральной части Нижнего Новгорода. Создан на территории бывшего Петропавловского кладбища в 1940 году. Назван в честь российского механика-самоучки Ивана Петровича Кулибина, родившегося в Подновье и похороненного на Петропавловском кладбище в 1818 году (могила с памятником сохранилась).

## История

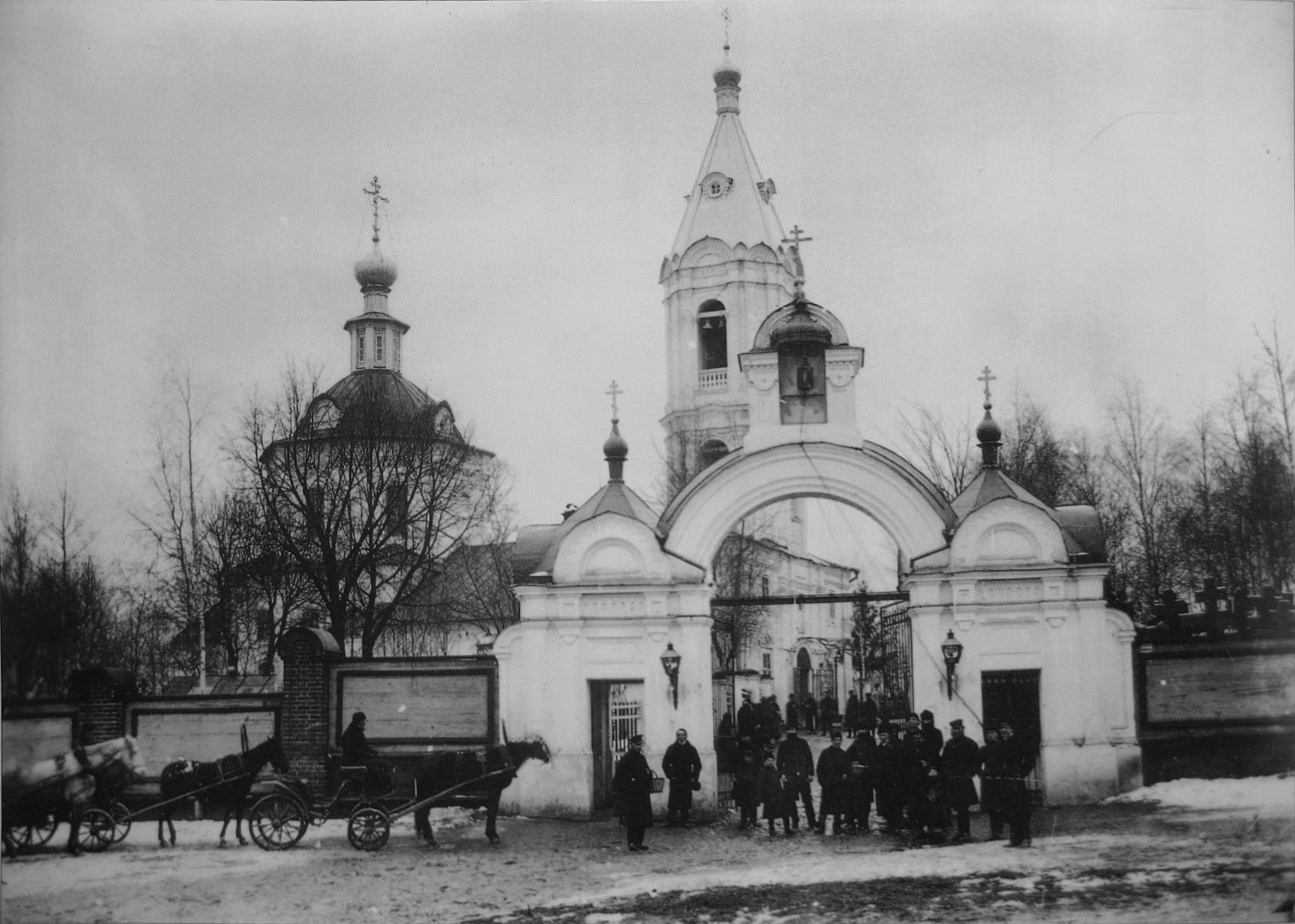
Петропавловское кладбище, начало XX века

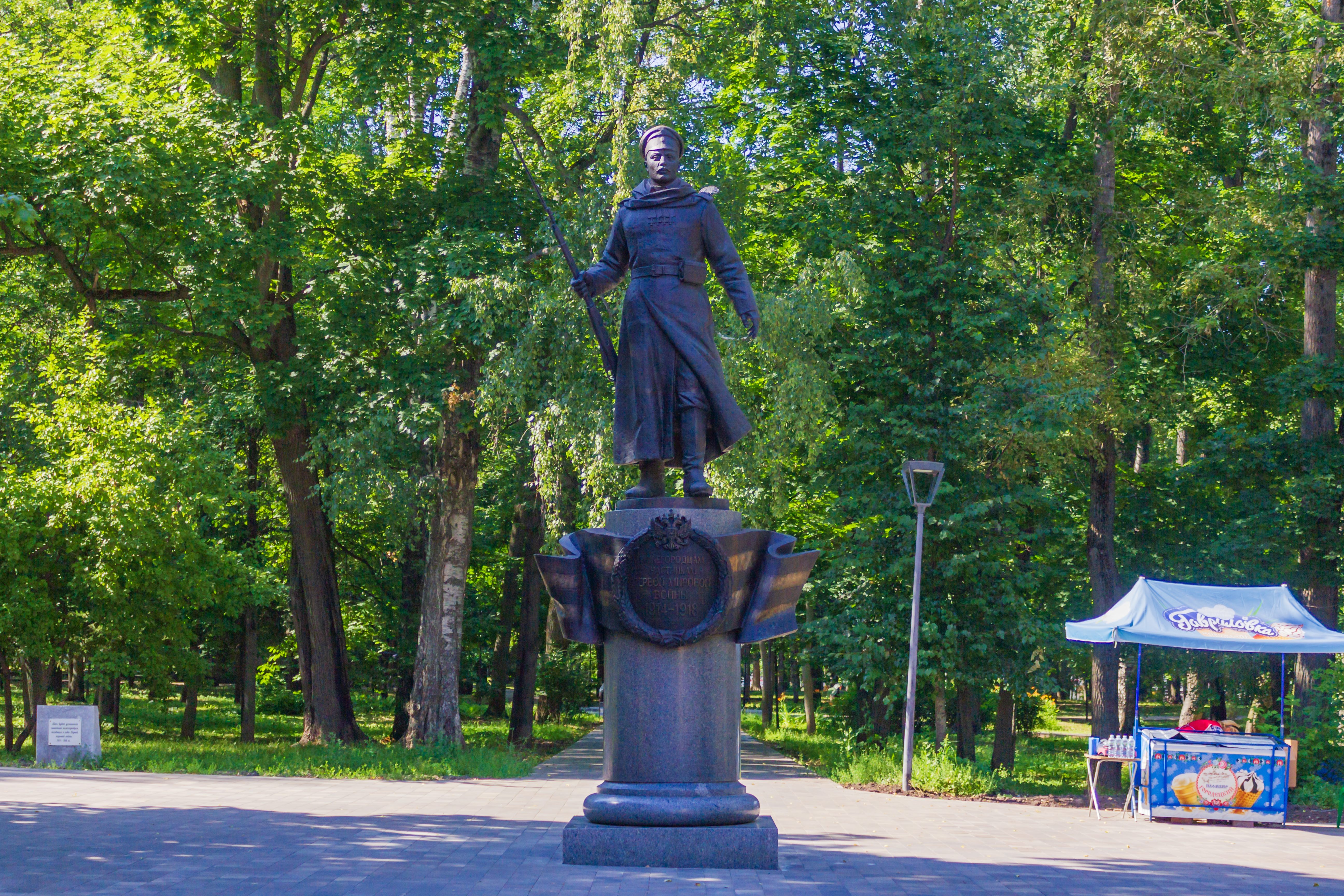
Памятник нижегородцам-солдатам, погибшим в Первой мировой войне

Приступая к коренному переустройству городов России на регулярной основе, Комиссия о каменном строении Санкт-Петербурга и Москвы в 1763 встретилась с почти неодолимыми трудностями — погостами возле приходских церквей. Прокладка по ним улиц, естественно, вызывала негодование жителей.

Предписание Сената от 17 ноября 1771: 
«чтобъ по городамъ при церквахъ никого не хоронили, а отвѣли бы для того особые кладбища за городомъ на выгонныхъ земляхъ»
В 1775 в Нижнем Новгороде в полуверсте за Варварской решёткой отвели для общегородского кладбища свободное место, поставили часовню и обнесли оградой.
В 1785 году купцами Неудакиными для сохранения прихода закрытой Петропавловской церкви под Кремлём (прихожанами которой они являлись) была построена церковь Петра и Павла (архитектор Я. А. Ананьин).
На Петропавловском кладбище (тогда одном из двух кладбищ города, не считая сохранившихся погостов у приходских церквей) в конце XVIII — начале XX вв. была похоронена значительная часть населения Нижнего Новгорода, включая видных общественных деятелей, купцов, литераторов.
Захоронения продолжались до 1918 года. В 1937 кладбище было закрыто, все могилы и фамильные склепы срыты и (по некоторым данным) разграблены, а надгробные памятники разбиты и вывезены. В 1939—1940 на территории кладбища был устроен парк. Сохранились могилы И. П. Кулибина и Акулины Ивановны Кашириной — бабушки М. Горького.
К 1960-м годам территория парка полностью благоустраивается: возводится ряд парковых павильонов, аттракционы, возводится памятник Горькому, на предполагаемом месте могилы бабушки М. Горького устанавливается памятный знак. В церкви Петра и Павла был размещён кинотеатр «Пионер», а затем дискотека. В 1963 году выстраивается здание кинотеатра «Спутник».
В 1990-е годы Петропавловская церковь была возвращена верующим. Также был демонтирован памятник Ленину, стоявший у входа в кинотеатр «Спутник». К настоящему времени старые аттракционы (автодром, качели, карусели) ликвидированы. На прежних местах сохранились слегка перестроенные здания кафе и тира (теперь склад).
Петропавловское кладбище — объект культурного наследия регионального значения, при этом в самом парке нет указания о том, что он был кладбищем. В парке сохранились старые деревья: липы, берёзы, клёны, тополя, есть молодые посадки.

## Расположение
Расположен в Нижегородском районе, с севера на юг заключён между улицами Максима Горького и Белинского, с запада на восток — между Ашхабадской и Ошарской улицами. Протяжённость парка вдоль улицы Белинского 415 м, от Белинского до Горького — около 300 м. Занимает площадь 12 га.

## Архитектура
На территории парка находятся:
- Всесвятская Петропавловская церковь (1785)
- детский городок
- кафе
- в перестроенном здании кинотеатра «Спутник» (1963—2008) располагаются развлекательный центр, кафе, ночной клуб
- шахматный павильон

## Памятники
- Надгробный памятник на могиле И. П. Кулибина (1818)
- Монумент с горельефом Кулибина рядом с его могилой, скульптор П. И. Гусев, установлен в 1985 году (у входа в Петропавловскую церковь).
- Бюст Кулибина — работа скульптора А. В. Кикина начала 1940-х годов (у входа в парк с ул. Максима Горького у ТЮЗа).
- Стела с барельефом (скульптор Л. Ф. Кулакова) на предполагаемом месте могилы бабушки Максима Горького Акулины Ивановны Кашириной (в центре парка за алтарём Петропавловской церкви).
- Часовня в память о нижегородцах, погибших в Первой мировой войне (2014). На её месте до 2012 г. находился памятник Максиму Горькому (скульптор А. В. Кикин, начало 1940-х годов).

## Галерея

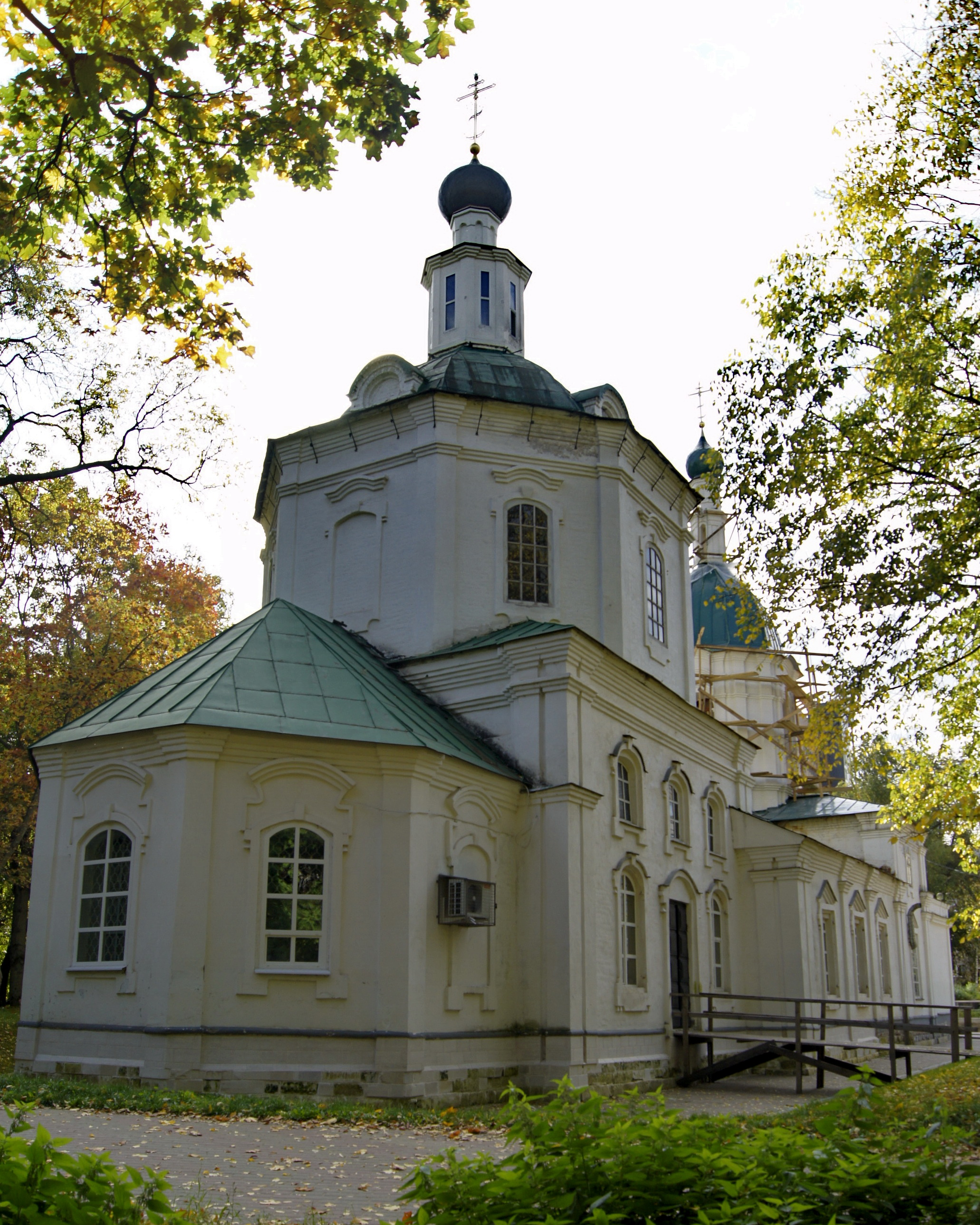
Всесвятская Петропавловская церковь
Памятник Ивану Кулибину
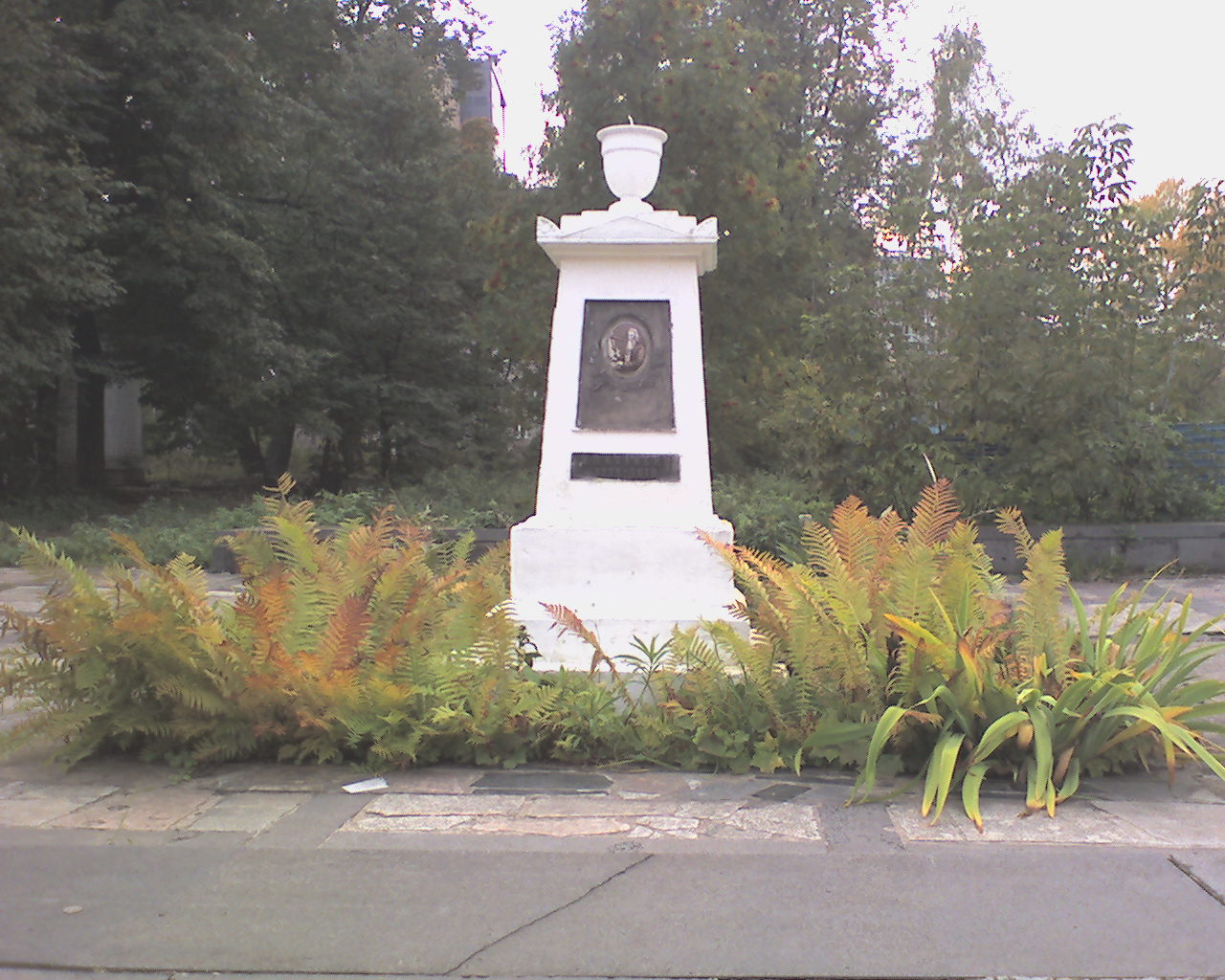
Могила Кулибина
Памятник на «могиле» бабушки Горького
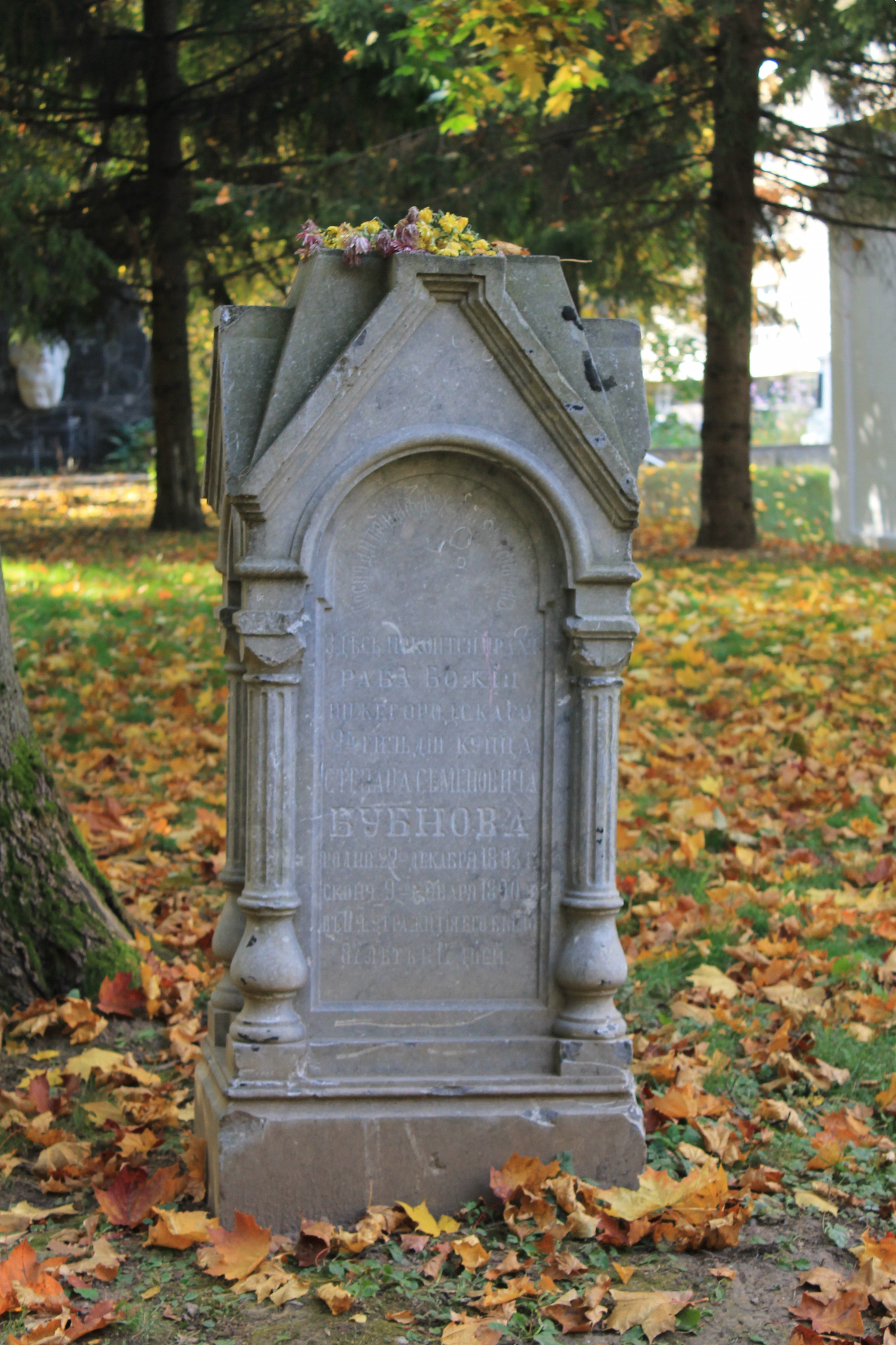
Могила купца С. С. Бубнова
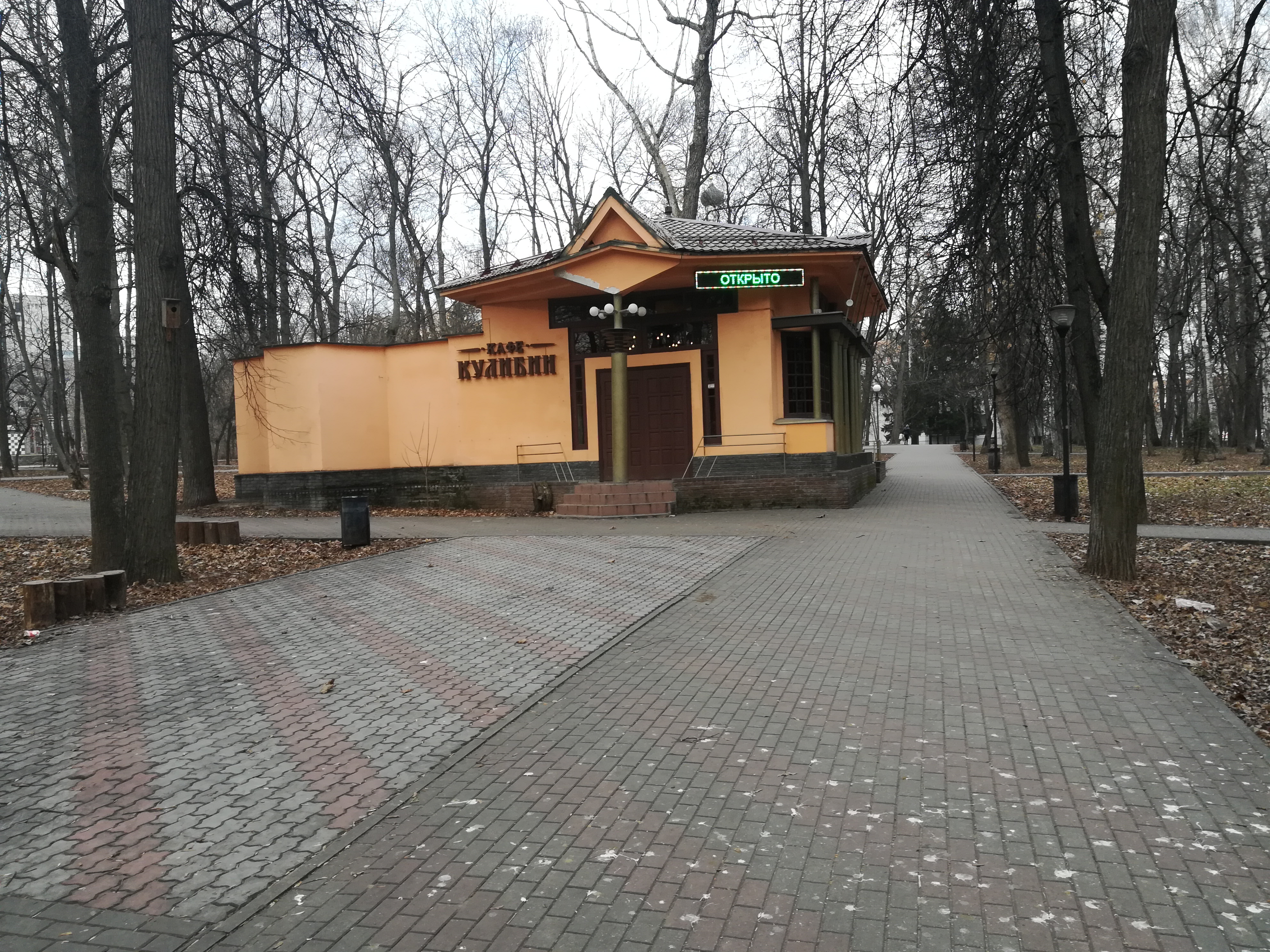
Кафе
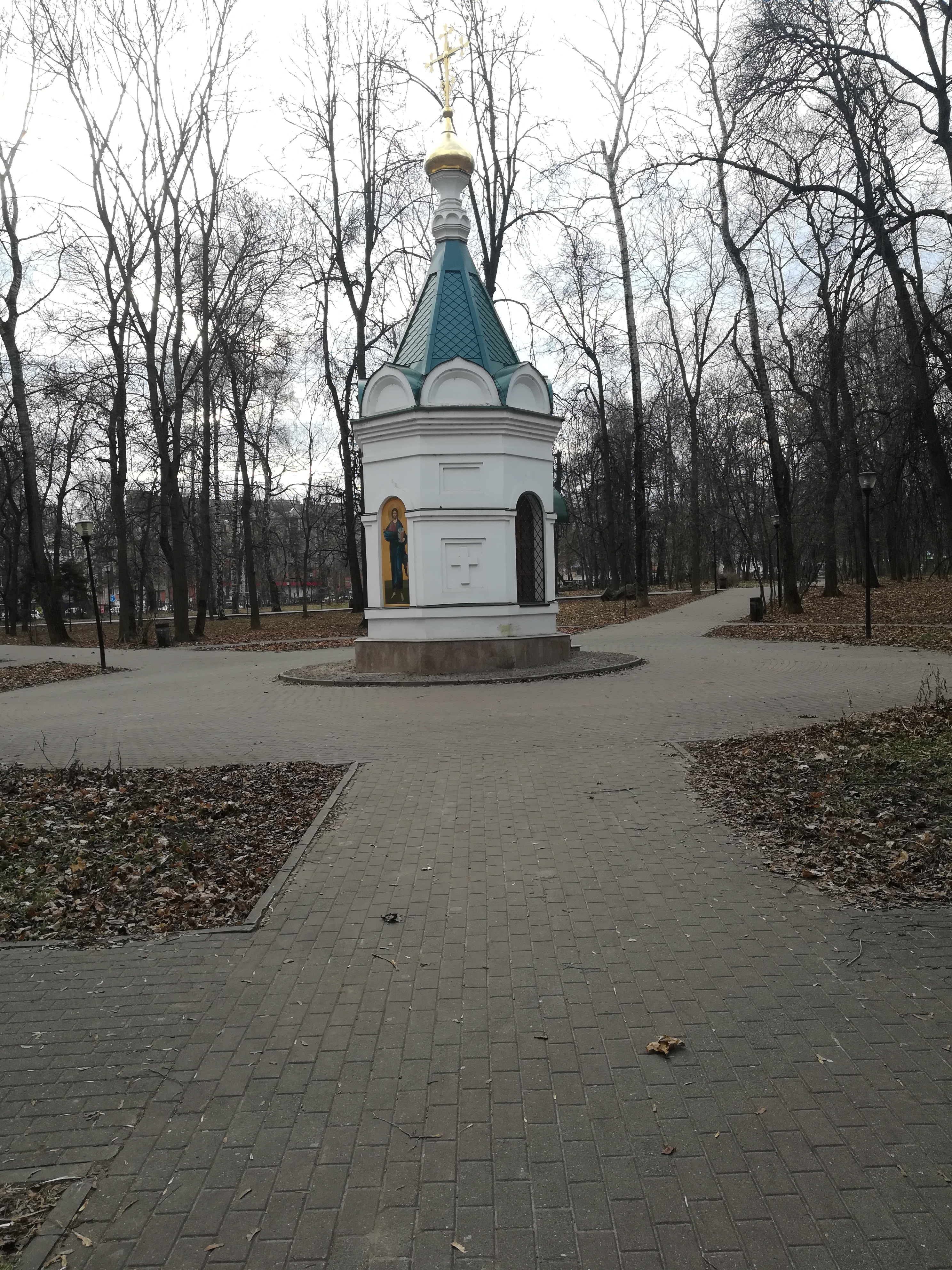
Часовня

## Список похороненных на Петропавловском кладбище
- Иван Петрович Кулибин (10 (21 апреля) 1735, сл. Подновье Нижегород. у. — 30 июля (11 августа) 1818, Нижний Новгород) — механик-самоучка, могила сохранилась.
- Фёдор Петрович Переплётчиков (1779—1845) — голова Нижнего Новгорода в 1816—1819, 1825—1828 и 1834—1837 годах.
- Акулина Ивановна Каширина — бабушка М. Горького, героиня его повести «Детство».
- Леонид Григорьевич Граве (1842, Рязань — 1891, Нижний Новгород) — русский поэт и переводчик.
- А. И. Волков (?—1900) — купец и общественный деятель.
- И. А. Афанасьев (?—1901) — купец и общественный деятель.
- Степан Семёнович Бубнов (1803—1890) — купец, домовладелец. Надгробие сохранилось.
- По некоторым сведениям, в дальней от церкви части в 1910-х годах («столыпинская реакция») были погребены казнённые в Нижегородском остроге участники революционного движения, а также находятся братские могилы погибших в Первую мировую войну и во время эпидемии тифа в 1917—1920 гг.